# Gorjani
Gorjani är en ort i Kroatien.   Den ligger i länet Baranja, i den östra delen av landet, 190 km öster om huvudstaden Zagreb. Gorjani ligger 112 meter över havet och antalet invånare är 1 174.
Terrängen runt Gorjani är platt. Runt Gorjani är det ganska tätbefolkat, med 80 invånare per kvadratkilometer. Närmaste större samhälle är Đakovo, 10,5 km söder om Gorjani. Trakten runt Gorjani består till största delen av jordbruksmark.